# Robert Anthony DeFilipps
Robert Anthony DeFilipps ( 1939 - 2004 ) fue un botánico estadounidense. Desarrollo su actividad académica, desde 1974 en el Museo Nacional de Historia Natural de la Institución Smithsoniana Su especialidad científica fue la florística, el estudio de la distribución y las relaciones de las especies botánicas en un área particular.

## Algunas publicaciones
- 1976. Adumbratio florae aethiopicae: Olacaceae. Volumen 28. Ed. Herbario Tropicale di Firenze. 14 pp.

### Libros
- 1978. edward s. Ayensu; robert a. DeFilipps. Endangered and Threatened Plants of the United States.
- robert a. Defilipps; Sudhanshu k. Jain. 1991. Medicinal Plants of India. Medicinal Plants of the World, Vol 5. ISBN 0-917256-39-5
- 1992. Ornamental garden plants of the Guianas: an historical perspective of selected garden plants from Guyana, Surinam and French Guiana. Smithsonian Institution, Dept. of Botany. 363 pp.
- 1998. Useful plants of the Commonwealth of Dominica, West Indies. Smithsonian Institution, Dept. of Botany. 554 pp.
- walter b. Mors, carlos Toledo Rizzini, nuno Alvares Pereira, robert a. DeFilipps. 2000. Medicinal plants of Brazil. Volumen 6 de Medicinal plants of the world. 501 pp. ISBN 0-917256-42-5
- max Beauvoir, robert a. DeFilipps, beverly j. Wolpert. 2001. Selected medicinal plants of Haitian Vodou. Ed. Dept. of Systematic Biology-Botany, National Museum of Natural History, Smithsonian Institution. 256 pp.

### Coautorías
- Flora of China. Commelinaceae & Pandanaceae
- 1992. History of Nontimber Forest Products from the Guianas. En: Sustainable harvest and marketing of rain forest products por mark j. Plotkin, lisa Famolare (eds.) 325 pp. ISBN 1-55963-169-4 leer

- La abreviatura «DeFilipps» se emplea para indicar a Robert Anthony DeFilipps como autoridad en la descripción y clasificación científica de los vegetales.[2]